# クマノザクラ
クマノザクラ（学名：Cerasus kumanoensis、英名：Kumano cherry）は、2018年（平成30年）に新種と判断された日本の紀伊半島南部が原産の日本の固有種のサクラで、日本に自生する10種、もしくは11種のサクラ属基本野生種のうちの一つ。

## 発見の経緯
従来から紀伊半島南部にはこの地域に自生するヤマザクラやカスミザクラに似た早咲きのサクラが自生する事が確認されていたが、地元住民は「早咲きのヤマザクラ」と認識しており、独立した種として区別されていなかった。しかし森林総合研究所（現・国立研究開発法人森林研究・整備機構）がヤマザクラの遺伝的変異に関する調査を進める中で、2014年（平成26年）に紀伊半島のサクラの標本から既存の種とは異なると考えられる種の標本が見つかった。そこで2016年（平成28年）から2017年（平成29年）にかけて森林総合研究所と和歌山県林業試験場が共同で現地調査を行い研究した結果、この既存の種とは異なると考えられる種（「早咲きのヤマザクラ」）が既存の種の突然変異ではなく新種であると判明した。日本のサクラ属の基本野生種としては1915年（大正4年）にオオシマザクラが発見・命名されて以来約100年ぶりの発見であり、森林総合研究所はこの新種のサクラをクマノザクラと命名した。そして、この研究論文が日本植物分類学会発行の『Acta Phytotaxonomica et Geobotanica誌 69巻2号』（2018年6月下旬発行）に掲載受理されたことで、2018年3月13日に森林総合研究所がクマノザクラの発見を報道発表し、学名「Cerasus kumanoensis」（セラサス クマノエンシス）、英名「Kumano cherry」と命名された。

## 特徴
クマノザクラの特徴は、ヤマザクラに比べて樹高が低くて枝が細く、樹形は箒上、若木の頃から比較的美しい花をつけ、花弁のピンク色が鮮やかで、ヤマザクラとカスミザクラより花序柄が短く無毛、葉身が小さく卵形。また早咲きが特徴で、和歌山県東牟婁郡古座川町を例にとると、ヤマザクラが4月中旬から下旬、カスミザクラが4月下旬に開花するのに対して、クマノザクラは3月中旬から4月上旬に開花し、これら2種と開花期が重ならない。三重県熊野市、奈良県十津川村、和歌山県田辺市本宮町などの熊野川流域を中心としたおよそ南北90km、東西60kmの範囲に野生に自生する多数の個体がある。
森林総合研究所と和歌山県林業試験場はクマノザクラが高い観賞価値を有すると判断し、クマノザクラの種苗普及を計画している。今後、共同で優良個体を選抜した上で増殖方法を確立し、病害への抵抗性の検定を行うことで、高品質なクマノザクラの普及を目指す。

## 地方自治体の花
クマノザクラの自生する和歌山県東牟婁郡古座川町では、従来ヤマザクラを町の花としていたが、2018年3月に本種を町の花として指定した。